# Signore delle Isole

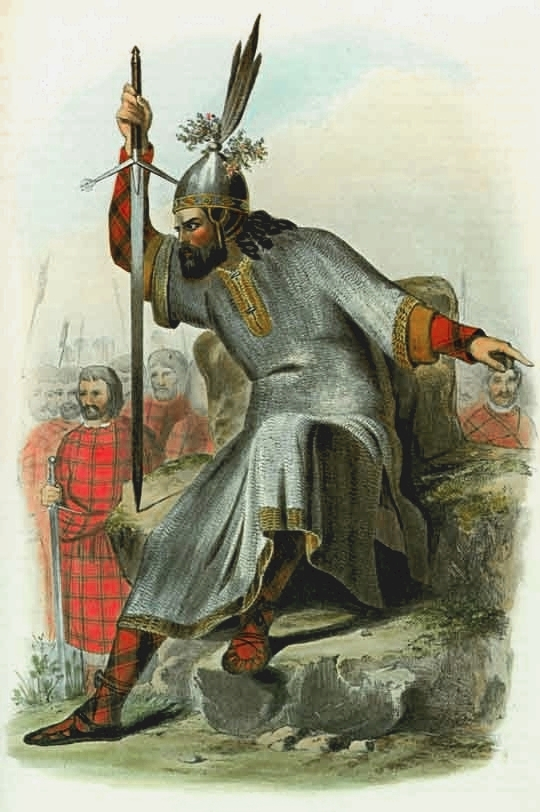
MacDonald, Signore delle Isole

Il titolo di Signore delle Isole (inglese: Lord of the Isles; gaelico scozzese: Triath nan Eilean o Rí Innse Gall) è oggi un titolo scozzese dei Pari di Scozia, emerso da una serie di legislatori ibridi vichingo-gaelici che governavano la costa occidentale e le isole di Scozia durante il medioevo.
Sebbene allo stesso tempo vassallo del Re di Norvegia o del Re di Scozia, il Signore delle Isole rimase sostanzialmente indipendente. Il suo territorio includeva le isole Ebridi (con le isole Skye e Ross dal 1438), Knoydart, Ardnamurchan e la penisola Kintyre. Per l'ampiezza dei suoi territori nella zona, era secondo solo al Re d'Inghilterra ed al Re di Scozia.

## Storia
La costa occidentale e le isole dell'odierna Scozia formavano quello che un tempo era il territorio dei Pitti settentrionali. Questa regione, a partire dal IV secolo, venne invasa dalle tribù gaeliche provenienti dall'Irlanda che si insediarono in queste terre facendo predominare la loro lingua su quella delle popolazioni autoctone. Nel VII secolo e anche nell'VIII quest'area, come del resto quelle circostanti, fu oggetto di razzie e invasioni da parte dei Vichinghi provenienti dalla Norvegia, e queste isole vennero da allora chiamate dai Gaeli Innse-Gall, ovvero le Isole degli Stranieri. Intorno all'875, gli jarl norvegesi, ovvero i loro nobili (letteralmente "earls"), giunsero sulle isole per sfuggire alla perdita della loro indipendenza a causa del processo di unificazione norvegese voluto da re Harald Fairhair (Bellachioma), tuttavia questo sovrano li inseguì fino al loro rifugio e conquistò sia le Isole Ebridi così come l'Isola di Man, le Shetland e le Orcadi.
L'anno successivo, il popolo delle Isole, sia Gaelici che Norvegesi, si ribellarono a questo nuovo dominio. Harald inviò suo cugino Ketil Flatnose per sedare la rivolta, ma costui si autoproclamò Re delle Isole. Fu così che la Scozia e la Norvegia continuarono a contendersi il controllo della regione, mentre gli jarl delle Orcadi continuarono a considerarsi dei sovrani indipendenti.
Nel 973, Maccus, Re delle Isole, Cináed II, Re degli Scoti, e Máel Coluim, Re di Strathclyde formarono una alleanza difensiva, tuttavia gli Scandinavi sconfissero Gilledomman delle Isole e lo inviarono in esilio in Irlanda. Il nobile norvegese Godred Crovan divenne sovrano dell'isola di Man e Signore delle Isole ma venne deposto nel 1095 dal nuovo sovrano norvegese, Magnus III di Norvegia. Nel 1098, Magnus firmò un trattato con re Edgar, sovrano scozzese, con lo scopo di delineare i confini dei loro possedimenti. Magnus mantenne il suo dominio come Signore delle Isole ed Edgar quello della terraferma. Lavery cita un racconto contenuto nella Orkneyinga saga, secondo il quale re Malcolm III di Scozia offrì a Magnus delle Orcadi tutte le isole lungo la costa occidentale navigabili a remi.
Dopo il quindecimo secolo, il titolo di signore delle Isole sarebbe andato al primogenito ed erede del re insieme al titolo di Duca di Rothesay. A seguito dell'unione dei regni di Inghilterra e Scozia con la salita al trono di Giacomo I d'Inghilterra, si decise che esso sarebbe andato all'erede al trono di Inghilterra e Scozia. Nel 1707 con l'avvento del Regno di Gran Bretagna il titolo andò in eredità all'erede del titolo di Re di Gran Bretagna e lo stesso avvenne quando nel 1801 si creò il titolo di re del Regno Unito.
Attualmente il titolo di Signore delle Isole è ad appannaggio di William, principe del Galles, figlio di Carlo III e suo erede.